# Staatlich geprüfter Techniker
Staatlich geprüfter Techniker ist ein berufsqualifizierender Abschluss in Deutschland.
Um die geschützte staatliche Abschlussbezeichnung führen zu dürfen, muss eine entsprechende Aufstiegsweiterbildung auf Tertiärstufe an einer Fachschule für Technik absolviert und das abschließende Staatsexamen bestanden werden. Die meisten Technikerschulen sind staatliche Fachschulen, jedoch gibt es auch private Bildungsträger, welche diese Weiterbildung anbieten.
Zu differenzieren ist hierbei, dass bei den Abschlüssen zum Staatlich geprüften Techniker nach einer vom Staat konzipierten Ausbildungs- und Prüfungsordnung ausgebildet und geprüft wird, während hingegen bei den Staatlich anerkannten Technikern die Fachschule selbst die Ausbildungs- und Prüfungsordnungen erstellt, welche von der zuständigen Schulaufsichtsbehörde (z. B. Oberschulamt oder Landesschulbehörde) genehmigt werden müssen.
Bei der Abschlussbezeichnung Staatlich anerkannter Techniker handelt es sich also um Fachschulabschlüsse, die an privaten, staatlich anerkannten Fachschulen (die Ergänzungsschulen sind) erworben werden. Sie sind mit den Abschlüssen an staatlichen und privaten Fachschulen (die Ersatzschulen sind) gleichzusetzen.

## Zugangsvoraussetzungen
Erforderlich zum Besuch einer Fachschule für Technik in Deutschland ist:
- Eine abgeschlossene Berufsausbildung in der jeweiligen Fachrichtung von mindestens zweijähriger Dauer und eine spätere einschlägige berufliche Tätigkeit von mindestens einem Jahr (inklusive Ausbildung mindestens 4 Jahre)
- Berufsschulabschluss
- alternativ zur abgeschlossenen Ausbildung kann der Nachweis einer siebenjährigen qualifizierten Tätigkeit in einem der Fachrichtung entsprechenden Beruf als Zugangsberechtigung genügen (außerdem mindestens Berufsschulabschluss oder Mittlere Reife)
- Eine berufsnahe Verwendung bei der Bundeswehr kann mit einer Bescheinigung des BFD (Berufsförderungsdienst) angerechnet werden.

### Beispiel: Regelung in Niedersachsen
Die niedersächsische Verordnung über Berufsbildende Schulen (BbS-VO) sieht folgende Zulassungsvoraussetzung für die staatliche Technikerprüfung vor:
- Sekundarabschluss 1/Realschulabschluss oder ein gleichwertiger Bildungsabschluss, der Berufsschulabschluss oder ein gleichwertiger Bildungsstand und eine einschlägige Berufsausbildung sowie eine einschlägige Berufstätigkeit von einem Jahr
oder
- Sekundarabschluss 1/Realschulabschluss oder ein gleichwertiger Bildungsabschluss, der Berufsschulabschluss oder ein gleichwertiger Bildungsstand und eine einschlägige Berufstätigkeit von sieben Jahren.

### Dauer, Kosten und Förderung
Die Aufstiegsweiterbildung umfasst mindestens 2.400 Unterrichtsstunden und kann in Vollzeit (2 Jahre bzw. 4 Semester) oder Teilzeit (mindestens 3 Jahre bzw. 6 Semester, je nach Fachrichtung und Fachschule aber auch 4 Jahre bzw. 8 Semester) als auch in Form eines Fernstudium mit flexibler Zeiteinteilung absolviert werden.
An staatlichen Fachschulen ist die Aufstiegsweiterbildung unter Umständen kostenfrei, wobei auch an diesen Fachschulen für Technik teilweise Ausbildungs- und Prüfungsgebühren in Höhe von mehreren hundert Euro anfallen können.
Gerade in der Vollzeitform fallen Lebenshaltungskosten an, welche aufgrund der Vollzeitausbildung nicht mehr durch die zuvor üblicherweise ausgeübte berufliche Tätigkeit gedeckt werden können. Es besteht darum die Möglichkeit der Förderung durch das Aufstiegs-BAföG in Form eines zinsgünstigen Darlehens. Eine weitere Möglichkeit der Förderung besteht in Form des Schüler-BAföG, welches (unter Umständen) nicht zurückgezahlt werden muss.

## Ausbildungsinhalte
Neben den fachbezogenen Ausbildungsinhalten der jeweiligen Fachrichtung werden auch fachübergreifende Unterrichtsinhalte vermittelt, die für den beruflichen Alltag wichtig sind. Die Fach- u. Schwerpunktbezogenen Inhalte variieren je nach Fachrichtung des Technikers.
Exemplarisch: Die Ausbildungsinhalte des Staatlich geprüften Techniker Fachrichtung Mechatronik mit Schwerpunkt Maschinen- und Anlagentechnik.
| Aufgabengebiet Sprache und Kommunikation                                                        |
| Betriebliche Kommunikation                                                                      |
| Englisch                                                                                        |
| Aufgabengebiet Gesellschaft und Umwelt                                                          |
| Politik, Wirtschaft, Recht und Umwelt                                                           |
| Aufgabengebiet Personalentwicklung                                                              |
| Berufs- und Arbeitspädagogik I                                                                  |
| Fachrichtung und Schwerpunkt bezogener Bereich                                                  |
| Mathematik                                                                                      |
| Aufträge mit Methoden des Projektmanagements bearbeiten                                         |
| Elektrische, elektromechanische und elektronische Baugruppen analysieren und in Betrieb nehmen  |
| Mechanische Baugruppen analysieren                                                              |
| Steuerungen analysieren, konzipieren und optimieren                                             |
| Kommunizieren und Präsentieren mit Hilfe unterschiedlicher Medien und Datenverarbeitungssysteme |
| Betriebliche Daten verwalten und präsentieren                                                   |
| Komplexe mechatronische Systeme automatisieren                                                  |
| Mechatronische Systeme analysieren, konzipieren, optimieren und in Betrieb nehmen               |
| Produktions- und Arbeitsabläufe planen, steuern und optimieren sowie Qualität organisieren      |
| Projektarbeit                                                                                   |
| Wahlpflichtbereich                                                                              |
| Unternehmensführung und Existenzgründung                                                        |
| Fachhochschulreife (Zusatzprüfung Mathematik)                                                   |
| Wahlbereich                                                                                     |
| Berufs- und Arbeitspädagogik II                                                                 |
| Ergänzungen und Vertiefungen des Pflichtbereiches                                               |

Folgende zusätzliche Ausbildungen werden häufig mit angeboten:
- Ausbildung der Ausbilder
- Microsoft Certified Professional (MCP) Grundausbildung

## Staatliche Prüfung
Die Aufstiegsweiterbildung endet mit einem Staatsexamen, welches sich an Fachschulen aus vier allgemeinbildenden, vier fachbezogenen Fächern und der Projektarbeit (Technikerarbeit) inklusiv Kolloquium zusammensetzt. Die vier fachbezogenen Fächer müssen die verschiedenen Schwerpunkte aus der Fachausbildung abdecken. In manchen Bundesländern (beispielsweise Bayern) können seit 2011 die vier Fächer aus einer von der Fachschule bestimmten Auswahl selbst gewählt werden. Von der Schulform (anerkannt oder geprüft) und Region abhängig, können mehrere Fachbereiche in einer staatlichen Examensarbeit kombiniert werden. Zum Bestehen der Prüfung muss in jedem Prüfungsfach mindestens ausreichend erreicht werden; bei einer mit 5.0 mangelhaft benoteten Leistung folgt in diesem Fach eine mündliche Nachprüfung. In manchen Bundesländern (beispielsweise Bayern) werden beim Staatlich geprüften Techniker die Vornoten aus den vorhergegangenen Ausbildungsjahren nicht in das Prüfungsergebnis eingerechnet bzw. einbezogen. Sie sind dann nur ausschlaggebend für die Prüfungszulassung. In diesem Fall muss in allen Fächern eine Prüfung abgelegt werden. Die Prüfungsformen sind, wie die angebotenen fachbezogenen Fächer, landesweit nicht einheitlich und werden von der Fachschulleitung jeder Fachschule mitbestimmt.
Die Technikerweiterbildungen und -prüfungen regeln die einzelnen Bundesländer in ihren Schul- bzw. Fachschulordnungen auf Grundlage der bundeseinheitlichen Rahmenvereinbarung über Fachschulen.

### Projektarbeit
Gemäß der Rahmenvereinbarung über Fachschulen kann ein Teil der staatlichen Prüfung eine Projektarbeit (auch Technikerarbeit genannt) sein. Da ein Techniker auch in der Berufspraxis technische Berichte und Projektberichte verfassen bzw. präsentieren muss, bestehen die Fachschulen für Technik in der Regel auf eine solche Arbeit. Der benötigte Zeitumfang variiert von ca. 160 – 240 Stunden.
Die Projektarbeit kann entweder eine theoretische (Vorstudie, Konzept etc.) oder eine praktische Ausarbeitung beinhalten (beispielsweise Entwicklung eines neuen Produktes, Einführung eines QMS, Entwicklung eines neuen Verfahrens).
In der Projektarbeit müssen sämtliche notwendigen Berechnungen und Entscheidungen umfangreich und ersichtlich dokumentiert werden (In der Regel müssen drei schriftliche Exemplare der Projektarbeitsdokumentation vorgelegt werden). Die Projektarbeit muss vor dem staatlichen Prüfungsgremium präsentiert werden (In der Regel wird das in einer öffentlichen Veranstaltung gemacht, wo auch Interessierte aus Industrie und Handwerk Zutritt haben). Im Anschluss daran findet das (nicht öffentliche) Kolloquium statt. Hier muss die Projektarbeit vor dem staatlichen Prüfungsausschuss verteidigt werden. Die Projektnote wird im Abschlusszeugnis aufgeführt, je nach Bundesland auch das Projektthema.

## Qualifikationsniveau
Um das erworbene Qualifikations- und Kompetenzniveau in der Europäischen Union und auch in Deutschland einstufen zu können, wurde am 31. Januar 2012 im Rahmen der Erstellung des Europäischen und Deutschen Qualifikationsrahmen EQR / DQR, der Staatlich geprüfte Techniker auf die Stufe 6 eingeordnet. Damit stehen die Abschlüsse Staatlich geprüfter Techniker, Bachelor und Diplomingenieur (FH) auf der gleichen Stufe.
Zu diesem Sachverhalt veröffentlichte der Verein Deutscher Ingenieure (VDI) ein Positionspapier, das herausstellt, dass die Abschlüsse Techniker, Bachelor und Meister dem gleichen Kompetenzniveau entsprächen, jedoch nicht gleichartig seien. Die Kompetenzen von Bachelor-Absolventen, staatlich geprüften Technikern und Meistern unterscheiden sich laut Meinung des VDI erheblich. Nach Angaben des VDI dürfe die Einstufung von Bachelor, Techniker und Meister keinesfalls so missverstanden werden, dass sie die gleichen Tätigkeiten ausführen könnten.

### Allgemeine Hochschulzugangsberechtigung
Nach einem Beschluss der Kultusministerkonferenz vom 6. März 2009 erhalten Inhaber von Abschlüssen von Fachschulen zusätzlich entsprechend der Rahmenvereinbarung über Fachschulen der Kultusministerkonferenz die allgemeine Hochschulzugangsberechtigung.

## Internationale Einstufung

### State-Certified Engineer oder auch State-certified technical engineer
Der von staatlichen Fachschulen vergebene Berufstitel „Staatlich geprüfter Techniker“ wird für eine bessere Zuordnung außerhalb Deutschlands mit „State-Certified Engineer oder State-certified technical engineer“ übersetzt. Durch die Festlegung der Amtssprache deutsch ist alleine der deutsche Berufstitel in Deutschland rechtsbindend. Die englische Übersetzung „State-Certified Engineer oder State-certified technical engineer“ wird und darf bei der Zeugnisübersetzung des deutschen Berufstitels von staatlichen Fachschulen herangezogen werden. Die englische Übersetzung hat keine Rechtsgültigkeit, nur ein amtliches Fachschulzeugnis mit der Vergabe des Berufstitels „Staatlich geprüfter Techniker“ ist rechtsgültig.

## Fachrichtungen und Spezialisierungen
Die möglichen Fachrichtungen (mit den im Laufe der Ausbildung zu wählenden Schwerpunkten) sind:
| - Staatlich geprüfter Techniker Fachrichtung Maschinenbau - Betriebstechnik - Entwicklung und Konstruktion - Fertigungstechnik - Verfahrenstechnik - Staatlich geprüfter Techniker Fachrichtung Mühlenbau, Getreide- und Futtermitteltechnik - müllereibezogene Verfahrenstechnik - müllereibezogener Anlagenbau - Staatlich geprüfter Techniker Fachrichtung Gießereitechnik - Staatlich geprüfter Techniker Fachrichtung Milchwirtschaft und Molkereiwesen - Staatlich geprüfter Techniker Fachrichtung Bergbautechnik - Tagebautechnik - Staatlich geprüfter Techniker Fachrichtung Maschinentechnik - Bergbaumaschinen - Konstruktion - Werkzeugbau - Fertigungstechnik - Staatlich geprüfter Techniker Fachrichtung Mechatronik - Maschinen- und Anlagentechnik - Systemtechnik - Staatlich geprüfter Techniker Fachrichtung Kältetechnik - Staatlich geprüfter Techniker Fachrichtung Kraftfahrzeugtechnik - Staatlich geprüfter Techniker Fachrichtung Karosserie- und Fahrzeugtechnik - Staatlich geprüfter Techniker Fachrichtung Elektrotechnik - Datenverarbeitungstechnik - Nachrichtentechnik - Erneuerbare Energien - Energietechnik und Prozessautomatisierung - Informations- und Kommunikationstechnik - Automatisierungstechnik - Systemtechnik/Gebäudetechnik - Staatlich geprüfter Techniker Fachrichtung Papiertechnik - Staatlich geprüfter Techniker Fachrichtung Druck- und Medientechnik - Staatlich geprüfter Techniker Fachrichtung Informationstechnik - Staatlich geprüfter Techniker Fachrichtung Informatik - Netzwerktechnik - Softwaretechnologie - Datenbanktechnologie - Technische Informatik - IT-Sicherheitsmanagement - Information Technology and Business - Staatlich geprüfter Techniker Fachrichtung Luftfahrzeugsystemtechnik & Triebwerkstechnik - Luft- und Raumfahrttechnik - Staatlich geprüfter Techniker Fachrichtung Seefahrt - Nautik - Schiffsbetriebstechnik - Staatlich geprüfter Techniker Fachrichtung Mikrosystemtechnik - Staatlich geprüfter Techniker Fachrichtung Bautechnik - Glasbautechnik - Hochbau - Metallbautechnik - Tiefbau - Baustofftechnik - Hochbaukonstruktion - Baubetriebslehre - Vermessungstechnik - Geotechnik, Bohrtechnik - Staatlich geprüfter Techniker Fachrichtung Heizungs-, Lüftungs- und Klimatechnik - Facilitymanagement - Staatlich geprüfter Techniker Fachrichtung Sanitärtechnik - Staatlich geprüfter Techniker Fachrichtung Holztechnik - Modell- und Formenbau - Möbelbau und Raumgestaltung - Holzbau - Staatlich geprüfter Techniker Fachrichtung Chemietechnik - Labortechnik - Betriebstechnik - Biochemie - Umweltschutz - Staatlich geprüfter Techniker Fachrichtung Medizintechnik - Staatlich geprüfter Techniker Fachrichtung Umwelttechnik - Abwassertechnik - Abfalltechnik - Wasserversorgungstechnik - Verfahrenstechnik - Labortechnik - Staatlich geprüfter Techniker Fachrichtung Biotechnik - Staatlich geprüfter Techniker Fachrichtung Werkstofftechnik - Staatlich geprüfter Techniker Fachrichtung Lebensmitteltechnik - Prozessplanung und -management - Qualitäts- und Umweltmanagement - Verfahrenstechnik - Prozesstechnik - Bäckereitechnik - Staatlich geprüfter Techniker Fachrichtung Kunststoff- und Kautschuktechnik - Staatlich geprüfter Techniker Fachrichtung Physiktechnik - Staatlich geprüfter Techniker Fachrichtung Vermessungstechnik - Staatlich geprüfter Techniker Fachrichtung Verkehrstechniker - Verkehrsmanagement - Eisenbahnbetrieb - Staatlich geprüfter Techniker Fachrichtung Garten- und Landschaftsbau - Staatlich geprüfter Techniker Fachrichtung Galvanotechnik - Staatlich geprüfter Techniker Fachrichtung Leiterplattentechnik - Staatlich geprüfter Techniker Fachrichtung Farb- u. Lacktechnik - Staatlich geprüfter Techniker Fachrichtung Korrosionsschutz - Staatlich geprüfter Techniker Fachrichtung Keramiktechnik - Staatlich geprüfter Techniker Fachrichtung Zerspanungstechnik - Staatlich geprüfter Techniker Fachrichtung Baudenkmalpflege und Altbauerneuerung - Staatlich geprüfter Techniker Fachrichtung Textiltechnik - Spinnerei - Weberei - Vliesstofferzeugung - Veredlung - Staatlich geprüfter Techniker Fachrichtung Ledertechnik - Staatlich geprüfter Techniker Fachrichtung Landbau - Staatlich geprüfter Techniker Fachrichtung Glasbautechnik - Staatlich geprüfter Techniker Fachrichtung Weinbau und Oenologie - Staatlich geprüfter Techniker Fachrichtung Schuhtechnik - Modellgestaltung - Betriebstechnik - Staatlich geprüfter Techniker Fachrichtung Forsttechnik - Staatlich geprüfter Techniker Fachrichtung Fahrzeugtechnik und Elektromobilität - Staatlich geprüfter Techniker Fachrichtung Steintechnik - Staatlich geprüfter Techniker Fachrichtung Augenoptik |

## Berufsleben und Anforderungen

### Berufsleben
Der Abschluss zum Staatlich geprüfter Techniker erlaubt in allen Handwerken gleicher oder gleichgestellter Fachrichtung die Eintragung in die Handwerksrolle, die bei der Handwerkskammer geführt wird. (Novellierung der Handwerksordnung § 7.2)
Im Handwerk übernimmt er die Betriebs-, Personal-, Unternehmensführung bzw. Ausbildung von Nachwuchsfachkräften als Ausbilder oder Ausbildungsleiter.
In der Industrie ist er in der Forschung, Entwicklung oder im Projektmanagement zu finden. Hier ist er als Projektleiter, Konstrukteur, Prozessplaner oder Qualitätsplaner tätig. Des Weiteren umfasst sein Einsatzgebiet die Arbeitsvorbereitung in der Produktion sowie die Abteilungs-, Produktions- und Betriebsleitung. Zudem besitzt er Kenntnisse und Fähigkeiten, welche in der betrieblichen Qualitätssicherung und im Qualitätsmanagement eingesetzt werden können. Einsatzgebiete findet er auch im Einkauf, Vertrieb, und Controlling. Auch in der Industrie ist er für die Ausbildung von Nachwuchsfachkräften als Ausbilder oder Ausbildungsleiter tätig.
Im deutschen Bildungssystem ist er als technischer Fachlehrer an beruflichen Schulen tätig.

### Berufliche Anforderungen
Exemplarisch: Auszug aus dem Lehrplan „Hessen“ für den Staatlich geprüften Techniker Fachrichtung Mechatronik
Im Rahmen der betrieblichen Tätigkeitsbereiche führt der Staatlich geprüfte Techniker folgende typische Tätigkeiten unter Beachtung vorgegebener Regeln, Normen und Vorschriften aus:
- Methoden der Ideenfindung und Bewertung anwenden,
- Lösungsstrategien entwickeln, Lösungsverfahren auswählen,
- Planungs- und Arbeitsschritte dokumentieren,
- Arbeitsanweisungen und Betriebsanleitungen erstellen,
- Ingenieurwissenschaftliche Erkenntnisse und Methoden anwenden,
- Lösungen technisch und wirtschaftlich beurteilen,
- Technik human-, sozial- und umweltverträglich gestalten,
- Baugruppen, Anlagen und Systeme entwickeln und produzieren,
- Anlagen und Systeme planen und realisieren,
- Baugruppen, Anlagen und Systeme inbetriebnehmen und instand halten,
- Kostenrechnungen durchführen,
- Qualitäts- und Umweltmanagement anwenden
- Beraten und verkaufen,
- Ausbilden, Fortbilden.

Die Breite der Verantwortung reicht von der Erledigung definiert vorgegebener Aufträge, der Mitwirkung bei der Abwicklung bis zur selbständigen Planung und Durchführung von Projekten. Um diesen Verantwortungsrahmen auszufüllen, muss der Staatlich geprüfte Techniker:
- Probleme analysieren, strukturieren und lösen,
- Informationen selbständig beschaffen, auswerten und strukturieren,
- fähig sein, im Team zu arbeiten, aber auch Führungsaufgaben zu übernehmen,
- sich in einer Fremdsprache berufsbezogen informieren und kommunizieren,
- sich berufsbegleitend fortbilden.

## Aufbaubildungsgang „Staatlich geprüfter Wirtschaftstechniker“

### Fachschule Wirtschaft „für Staatlich geprüfte Techniker“
Aufnahmevoraussetzung ist der Abschluss zum „Staatlich geprüften Techniker“.

### Aufgaben und Tätigkeiten (Kurzform)
Der „Staatliche geprüfte Wirtschaftstechniker“ steht an der Schnittstelle zwischen Technik und betriebswirtschaftlichem Management. Er erarbeitet auf Basis technischer und betriebswirtschaftlicher Fachkenntnisse Lösungen, zur Verbesserung der Effizienz und Reduzierung betrieblicher Kosten.
Er ist vorzugsweise im Projektmanagement, in der Produktkalkulation, im Marketing und Vertrieb, aber auch in der Materialwirtschaft, Personalwesen oder Rechnungswesen und Controlling tätig.
Im Vertrieb berät er Kunden, akquiriert Neukunden und Aufträge und pflegt Kundenkontakte. Er beobachtet Märkte und Wettbewerber und analysiert die Markt- und Wettbewerbssituation. Des Weiteren erstellt der Wirtschaftstechniker Kalkulationen, erarbeitet Angebote, führt Preisverhandlungen und arbeitet Verträge aus.

### Aufgaben und Tätigkeiten im Einzelnen
- Lösungen zur Verbesserung der Effizienz und zur Reduktion betrieblicher Kosten erarbeiten
- Kalkulationen erstellen und Angebote erarbeiten
- Preisverhandlungen führen und Verträge ausarbeiten
- Kundenkontakte im In- und Ausland aufbauen und pflegen
- Neukunden akquirieren und beraten
- Markt und Wettbewerb beobachten und analysieren
- Die betriebliche Produktion planen, steuern und überwachen
- Mitarbeiter anleiten, sich um die Arbeitsplanung und -koordination kümmern
- Buchführung organisieren
- Bilanzen und Jahresabschlüsse koordinieren / erstellen
- Inventur und weitere Aufgaben im Controlling koordinieren / durchführen
- Aufgaben im Personalwesen koordinieren / übernehmen
- Aufgaben in der Materialwirtschaft koordinieren / übernehmen

### Abschluss und Berechtigung
Nach Bestehen einer staatlichen Abschlussprüfung (Staatsexamen oder auch Fachschulexamen genannt) wird der Berufstitel „Staatlich geprüfte/r Wirtschaftstechniker/-in“ verliehen.

### Die Dauer bzw. Pflicht-Unterrichtstunden
- In Teilzeit bis zu 4 Jahre
- In Vollzeit bis zu 2 Jahre
- Mindestens 600 Unterrichtsstunden
- Projektarbeit
- Staatsexamen/Fachschulexamen, 8 Schulstunden/6 Zeitstunden

## Erweiterte Lehrgänge

### Internationaler Schweißtechniker
In der Schweißtechnik wird mit dem Internationalen Schweißtechniker ein Aufbauausbildungslehrgang zur fachgerechten Wahrnehmung einer Schweißaufsicht angeboten. Das International Institute of Welding verleiht den erfolgreichen Absolventen ein weltweit gültiges Diploma International Welding Technologist. „Staatlich geprüfte Techniker“ werden zur Prüfung zugelassen und im Regelfall Teile der Ausbildungsinhalte angerechnet.
Auch internationale Schweißfachleute können ohne den staatlich geprüften Techniker mit nachgewiesener Berufserfahrung (Karriereweg) den Zugang zum Lehrgang internationaler Schweißtechniker erhalten.
Der Schweißtechniker ist zur Übernahme der Schweißaufsicht im ausgewählten oder eingeschränkten Bereich bis zur EXC 3 qualifiziert, während Bachelor und Master-Absolventen mit dem ergänzenden Lehrgang unbeschränkte Aufgaben und Verantwortung auch in der EXC 4 übernehmen dürfen.